# Linå Sogn
Linå Sogn er et sogn i Silkeborg Provsti (Århus Stift).
Linå Sogn havde været et selvstændigt pastorat og senere haft Dallerup Sogn som anneks. I 1855 blev det selv anneks til Silkeborg Sogn. I 1899 blev det nyoprettede Voel Sogn anneks til Linå Sogn. Kommunedannelsen fulgte ikke annekteringen, idet Voel Sogn dannede sognekommune med Skorup Sogn, der havde Tvilum Sogn som anneks. Alle disse sogne hørte til Gjern Herred i Skanderborg Amt. Linå blev en selvstændig sognekommune. Den blev ved kommunalreformen i 1970 indlemmet i Silkeborg Kommune, mens Skorup-Tvilum-Voel sognekommune blev indlemmet i Gjern Kommune, som ved strukturreformen i 2007 også indgik i Silkeborg Kommune.
I Linå Sogn ligger Linå Kirke.
I sognet findes følgende autoriserede stednavne:
- Bjarup (bebyggelse, ejerlav)
- Bjarupmose (bebyggelse)
- Dynæs (areal)
- Halved (bebyggelse)
- Holkenborg (bebyggelse)
- Hårup (bebyggelse, ejerlav)
- Laven (bebyggelse, ejerlav)
- Lilleø (areal)
- Linå (bebyggelse, ejerlav)
- Linå Vesterskov (areal)
- Mollerup (bebyggelse, ejerlav)
- Møgelø (areal)
- Resenbro (bebyggelse)
- Skellerup (bebyggelse, ejerlav)
- Skellerup Nygårde (bebyggelse, ejerlav)
- Skærbæk (bebyggelse)
- Storgård (bebyggelse)
- Vangvad (bebyggelse)